# Generalsekretär (österreichische Ministerien)
Mit Generalsekretär wird eine Führungsposition bezeichnet, die in verschiedenen österreichischen Bundesministerien besteht.

## Stellung und Funktion
Diese Funktion ist zwischen die Ebene des Bundesministers, dem Ressortchef, und die Ebene der Sektionschefs, den als Leitern der Sektionen regulär höchsten Ministerialbeamten, eingeschoben. Im Unterschied zu einem Staatssekretär, der ebenfalls zwischen Minister und Beamtenschaft steht, besitzt der Generalsekretär gegenüber den unterstehenden Sektionsleitern Weisungsbefugnis.
Die Funktion war ursprünglich nur im Außenministerium vorgesehen, seit 1. April 2000 ist sie in allen Ministerien möglich. Mit 8. Jänner 2018 wurde der Generalsekretär unmittelbarer Vorgesetzter aller Sektionsleiter des Ministeriums, was zuvor nur im Außenministerium vorgesehen war.
Einen Höchststand an Generalsekretären gab es in der Bundesregierung Kurz I. In der Bundesregierung Bierlein wurden dagegen ursprünglich nur zwei Generalsekretäre bestellt; wenige Wochen später wurde der Generalsekretär im Bundeskanzleramt wieder abgeschafft.
In der Zwischenzeit haben Finanzministerium, Gesundheitsministerium, Innenministerium und Justizministerium auf Generalsekretäre verzichtet: "Sowohl der Rechnungshof als auch die Staatengruppe des Europarats gegen Korruption (GRECO) hatten die Funktion des Generalsekretärs kritisiert. Der Posten befinde sich rechtlich in einer Grauzone, die Besetzung sei intransparent, und die Aufgaben ähnelten jenen des Ministerbüros."

## Generalsekretäre der österreichischen Ministerien
Einen Generalsekretär gab es mit Stand 30. Juni 2019 mit Johannes Peterlik nur im Bundesministerium für europäische und internationale Angelegenheiten.
Generalsekretäre nach Bildung der Bundesregierung Kurz II im Jänner 2020:
- Bildungsministerium: Martin Netzer
- Kanzleramt: Bernd Brünner
- Verteidigungsministerium: Dieter Kandlhofer
- Finanzministerium: Dietmar Schuster[6]
- Innenministerium: Helmut Tomac
- Außenministerium: Peter Launsky-Tieffenthal
- Landwirtschaftsministeriums: Gernot Maier[7]
- Umwelt- und Verkehrsministerium: Herbert Kasser[8]
- Bundesministerium für Kunst, Kultur, öffentlichen Dienst und Sport: Eva Wildfellner[9][10]
- Sozialministerium: Ines Stilling[11]

Keine Generalsekretäre im Sinne des Gesetzes waren oder sind:
- der Generaldirektor für die öffentliche Sicherheit (GDföS) am Innenministerium – Leiter der Generaldirektion für die öffentliche Sicherheit (speziell für Aufgaben der Sicherheitsverwaltung; geregelt im Sicherheitspolizeigesetz, SPG); seit 1930
- die Generaldirektorin für öffentliche Gesundheit im Gesundheitsministerium
- der ehemalige Generaltruppeninspektor am Ministerium für Landesverteidigung, 1956–1999